# 95 г. пр.н.е.
95 (деветдесет и пета) година преди новата ера (пр.н.е.) е година от доюлианския (Помпилийски) римски календар.

## Събития

### В Римската република
- Консули са Луций Лициний Крас и Квинт Муций Сцевола.
- По предложение на консулите е приет Lex Licinia Mucia, закон който цели да изключи от масата на римските граждани тези, които са придобили гражданство по незаконен път. Възприет като антииталийски по своя характер, по-късно той е считан като една от основните причини за избухването на Съюзническата война.[1]

### В Азия
- Тигран II се възкачва на трона в Армения.
- Филип I Филаделф и Антиох XI Епифан стават съвладетели на царството на Селевкидите след смъртта на Селевк VI Епифан и Антиох IX Кизикен.[2]

## Родени
- Катон Млади, римски политик и военачалник (умрял 46 г. пр.н.е.)
- Марк Клавдий Марцел, римски политик (умрял oк. 45 г. пр.н.е.)
- Клодия, дъщеря на Апий Клавдий Пулхер и Цецилия Метела Балеарика Младша
- Клеопатра VI, египетска фараонка (царица) (58 – 57 пр.н.е.)
- Филип II Филоромей, владетел от династията на Селевкидите (умрял oк. 56 г. пр.н.е.)

## Починали
- Селевк VI Епифан, цар от династията на Селевкидите.[2]
- Антиох IX Кизикен, цар от династията на Селевкидите.[2]
- Тигран I, цар на Армения